# Синглтон, Джон
Джон Дэ́ниел Си́нглтон (англ. John Daniel Singleton; 6 января 1968, Лос-Анджелес, Калифорния — 29 апреля 2019, Лос-Анджелес, Калифорния) — американский кинорежиссёр, сценарист и кинопродюсер.
Синглтон является самым молодым афроамериканцем в истории кинематографа, который был номинирован на «Оскар». В 1992 году режиссёр был номинирован в категориях «Лучшая режиссура» и «Лучший оригинальный сценарий» за фильм «Ребята по соседству».
Синглтон — уроженец Южного Лос-Анджелеса, и многие из его ранних фильмов, таких, как «Поэтичная Джастис» (1993), «Высшее образование» (1995) и «Малыш» (2001), рассматривали последствия насилия в бедных районах города. Среди других его знаменитых киноработ — «Шафт» (2000), «Двойной форсаж» (2003) и «Кровь за кровь» (2005).

## Ранняя жизнь
Синглтон родился в Лос-Анджелесе, сын Шейлы Уорд-Джонсон, руководителя отдела продаж фармацевтической компании, и Дэнни Синглтона, агента по недвижимости, ипотечного брокера и специалиста по финансовому планированию. Он учился в средней школе Блэр Хай Скул в округе Пасадена, колледже Пасадина Сити и Школе кинематографического искусства USC. Он окончил Университет Южной Калифорнии в 1990 году и является членом студенческого братства Kappa Alpha Psi.
Синглтон подумывал о том, чтобы продолжить информатику, но поступил на программу USC Filmic Writing под руководством Маргарет Меринг. Программа была разработана для непосредственного вовлечения студентов в систему Голливуда в качестве опытных сценаристов/режиссёров. Он отметил фильм «Звёздные войны. Эпизод IV: Новая надежда» как один из фильмов, оказавших на него самое сильное влияние, а работу Стивена Спилберга как источник вдохновения.

## Карьера
Дебютный фильм Синглтона «Ребята по соседству» (1991), драма о бедных районах города с участием Кьюбы Гудинга-младшего, Анджелы Бассетт, Айс Кьюба и Лоренса Фишберна имел успех у критиков и у зрителей. За свои усилия Синглтон получил номинации на «Оскар» за «Лучший оригинальный сценарий» и «Лучшую режиссуру». Тогда в 1992 году в возрасте 24 лет он стал самым молодым номинантом на премию за режиссуру и первым афроамериканцем. С тех пор этот фильм приобрёл культовый статус, и в 2002 году национальная библиотека США, Библиотека Конгресса, сочла фильм «культурно значимым» и отобрала его для сохранения в Национальном реестре фильмов.
Синглтон занимался созданием музыкального видео «Remember the Time» для Майкла Джексона, в котором участвовали Эдди Мерфи, Иман и Мэджик Джонсон. Его следующими фильмами были «Поэтичная Джастис» (1993) и «Высшее образование» (1995). Фильмы несли в себе социальный комментарий и получили смешанные отзывы.
Фильм «Роузвуд» (1997), историческая драма Синглтона о расовом насилии, был показан на 47-м Берлинском кинофестивале. Этот фильм, и «Малыш» (2001) получили положительные отзывы и закрепили репутацию Синглтона у критиков. Кроме того, его ремейк одноимённого фильма «Шафт» (2000), с Сэмюэл Л. Джексоном в главной роли, был успешным, и среди критиков, и в коммерческом плане.
Позже Синглтон начал снимать боевики, такие как «Двойной форсаж» (2003) и «Кровь за кровь» (2005), которые получили смешанные отзывы. В 2005 году Синглтон объединился с Крейгом Брюером и профинансировал независимый фильм «Суета и движение».
В 2013 году было объявлено, что Синглтон был назначен режиссёром биографического фильма о Тупаке Шакуре. 3 апреля 2015 года Синглтон сообщил, что производство было приостановлено. Четыре дня спустя было объявлено, что после творческих разногласий с Morgan Creek Productions Синглтон ушёл с поста режиссёра и был заменён Карлом Франклином. Синглтон также заявил, что планирует снять конкурирующий с этим фильм о Тупаке.
После того, как он снял эпизоды для широко известных телевизионных шоу «Империя» и «Американская история преступлений», он выступил в качестве исполнительного продюсера сериала «Бунтарь» для телеканала BET и совместно созданного сериала «Снегопад» для FX.
Родной город покойного Джона Синглтона Лос-Анджелес, празднует день, который стал наследием, названный в его честь. Председатель городского совета Лос-Анджелеса Херб Дж. Вессон-младший официально объявил 21 мая 2019 года «День Джона Синглтона».

## Смерть
17 апреля 2019 года Синглтон перенёс инсульт и был помещен в реанимацию в медицинском центре Седарс-Синай в Лос-Анджелесе. По сообщениям, он начал испытывать слабость в ногах после недавнего возвращения в Соединённые Штаты после поездки в Коста-Рику. 25 апреля стало известно, что он находится в коме. Утром 29 апреля телеканал WDAF-TV ошибочно сообщил, что Синглтон умер. Через несколько часов Синглтон был отключен от аппарата жизнеобеспечения и умер в возрасте 51 года.

## Личная жизнь
У Синглтона было пятеро детей. С бывшей женой, Тошей Льюис, у него была дочь по имени Джастис Майя Синглтон (родилась 17 октября 1992 года) и сын Масаи Мохандас Синглтон (родился 3 апреля 1994 года).
12 октября 1996 года Синглтон женился на ганской актрисе Акошуа Бусиа, дочери второго премьер-министра Ганы Кофи Абрефа Бусиа. У пары появилась дочь по имени Хадар Синглтон, родившаяся 3 апреля 1997 года, которая появилась в фильме «Слёзы солнца» (2003) и других фильмах. Синглтон и Бусиа развелись в июне 1997 года. У него также были дочери Клеопатра Синглтон (родилась в 1998 году) и Исида (родилась в 2010 году) с Митци Эндрюс, актрисой/моделью, живущей в Торонто, Канада.

## Фильмография
| Год  |   | Русское название                          | Оригинальное название                                         | Роль                                 |
| ---- | - | ----------------------------------------- | ------------------------------------------------------------- | ------------------------------------ |
| 1991 | ф | Ребята по соседству                       | Boyz n the Hood                                               | режиссёр, сценарист, актёр           |
| 1992 | ф | Майкл Джексон: Вспомни то время           | Michael Jackson: Remember the Time (Video short)              | режиссёр                             |
| 1993 | ф | Поэтичная Джастис                         | Poetic Justice                                                | режиссёр, сценарист, продюсер        |
| 1994 | ф | Полицейский из Беверли-Хиллз 3            | Beverly Hills Cop III                                         | актёр                                |
| 1995 | ф | Высшее образование                        | Higher Learning                                               | режиссёр, сценарист, продюсер        |
| 1997 | ф | Роузвуд                                   | Rosewood                                                      | режиссёр                             |
| 1998 | ф | Ву                                        | Woo                                                           | продюсер                             |
| 2000 | ф | Шафт                                      | Shaft                                                         | режиссёр, сценарист, продюсер, актёр |
| 2001 | ф | Малыш                                     | Baby Boy                                                      | режиссёр, сценарист, продюсер, актёр |
| 2003 | ф | Двойной форсаж                            | 2 Fast 2 Furious                                              | режиссёр                             |
| 2003 | ф | Мерзавец!                                 | How to Get the Man's Foot Outta Your Ass                      | актёр                                |
| 2005 | ф | Кровь за кровь                            | Four Brothers                                                 | режиссёр                             |
| 2005 | ф | Суета и движение                          | Hustle & Flow                                                 | продюсер                             |
| 2006 | ф | Стон чёрной змеи                          | Black Snake Moan                                              | продюсер                             |
| 2007 | ф | Незаконное предложение                    | Illegal Tender                                                | продюсер                             |
| 2010 | ф | 30 событий за 30 лет                      | 30 for 30 (TV Series documentary) (1 episode)                 | режиссёр                             |
| 2011 | ф | Погоня                                    | Abduction                                                     | режиссёр                             |
| 2013 | ф | Игра                                      | The Game (TV Series)                                          | актёр                                |
| 2015 | ф | Империя                                   | Empire (2015 TV series) (1 episode)                           | режиссёр                             |
| 2016 | ф | Американская история преступлений         | American Crime Story (TV Series) (1 episode)                  | режиссёр                             |
| 2016 | ф | Бунтарь                                   | Rebel (TV series) (1 episode)                                 | режиссёр, продюсер                   |
| 2016 | ф | Миллиарды                                 | Billions (TV series) (1 episode)                              | режиссёр                             |
| 2017 | ф | Пылающий Лос-Анджелес: Бунт 25 лет спустя | L.A. Burning: The Riots 25 Years Later (TV Movie documentary) | продюсер                             |
| 2017 | ф | Снегопад                                  | Snowfall (TV Series) (3 episodes)                             | режиссёр, сценарист, продюсер        |

## Награды и номинации
| Год  | Премия  | Категория                    | Фильм               | Результат |
| ---- | ------- | ---------------------------- | ------------------- | --------- |
| 1992 | «Оскар» | Лучшая режиссура             | Ребята по соседству | Номинация |
| 1992 | «Оскар» | Лучший оригинальный сценарий | Ребята по соседству | Номинация |